# Cantonul Frangy
Cantonul Frangy este un canton din arondismentul Saint-Julien-en-Genevois, departamentul Haute-Savoie, regiunea Rhône-Alpes, Franța.

## Comune
- Chaumont
- Chavannaz
- Chessenaz
- Chilly
- Clarafond-Arcine
- Contamine-Sarzin
- Éloise
- Frangy (reședință)
- Marlioz
- Minzier
- Musièges
- Vanzy